# Mutare (Fluss)
Der Mutare ist ein kleiner Fluss in Simbabwe.

## Verlauf
Der Fluss fließt durch die Goldfelder von Massi Kessi nördlich vor der Stadt Mutare. Er mündet  in den Odzi.

## Umwelt
In der Kolonialzeit wurde in ihm Gold geschwemmt. Heute sind seine belasteten Wasser ein Umweltproblem, die die Schadstoffe aus aufgegebenen Stollen und deren Halden auswaschen und zu Tal tragen.